# Amanita bisporigera
Espèce
Amanita bisporigera est une espèce de champignons du genre Amanita qui se trouve sur la côté Est de l'Amérique du Nord. Il est surnommé « l'Ange de la mort ».

## Référence taxinomique
- (en) Index Fungorum : Amanita bisporigera